# Alexis Minotis
Alexis Minotis, oppure Alexis Minotís (in greco: Αλέξης Μινωτής), pseudonimo di Alexis Minotakis (Αλέξης Μινωτάκης) (La Canea, 8 agosto 1900 – Atene, 11 novembre 1990), è stato un attore e regista greco.

## Biografia

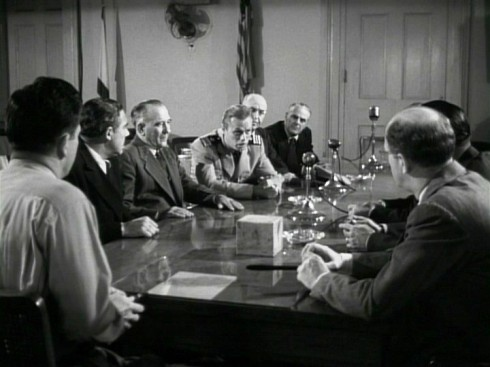
Scena tratta dal film Bandiera gialla (1950), interpretato da Alexis Minotis

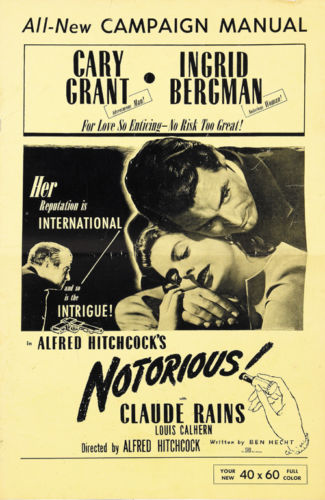
Poster del film Notorious - L'amante perduta (1946), interpretato da Alexis Minotís

Alexis Minotis nacque a La Canea l'8 agosto 1900, si avvicinò alla recitazione sin da giovane ed esordì nel 1921.
Dal 1925 ottenne successi ad Atene grazie ad interpretazioni importanti accanto a Marica Cotopuli, spaziando nel repertorio europeo contemporaneo con la compagnia Libera Scena,successivamente come primattore del Teatro Nazionale, recitando i testi della tragedia ellenica, i quali gli diedero riconoscimenti internazionali come le tournée negli Stati Uniti d'America negli anni quaranta del XX secolo.
Nel 1940 sposa la collega Katina Paxinou e alla fine della guerra si trova ad Hollywood  dove interpreta alcuni film del genere noir.
Dagli anni cinquanta del XX secolo si dedicò soprattutto alla regia, sia di spettacoli classici (Edipo re a Delfi, 1951) sia di opere contemporanee, scegliendo spesso come prima interprete la moglie Katina Paxinou.
Nel 1955 partecipò alla Mostra internazionale d'arte cinematografica di Venezia.
Si distinse per la grande cultura anche nella rappresentazione di melodrammi, come la Medea di Luigi Cherubini a Dallas nel 1958.
Minotis strinse una profonda amicizia del collega regista teatrale greco Yannis Tsarouchis.
Alexis Minotis morì l'11 novembre 1990 ad Atene.

## Filmografia

### Attore
- Notorious - L'amante perduta (Notorious), regia di Alfred Hitchcock (1946)
- Incatenata (The Chase), regia di Arthur Ripley (1946)
- L'Atlantide (Siren of Atlantis), regia di Gregg C. Tallas (1949)
- Bandiera gialla (Panic in the Streets), regia di Elia Kazan (1950)
- La regina delle piramidi (Land of the Pharaohs), regia di Howard Hawks (1955)
- Il ragazzo sul delfino (Boy on a Dolphin), regia di Jean Negulesco (1957)
- To theatro tis Tetartis (1984) - serie TV
- To theatro tis Defteras (1976-1988) - 3 episodi serie TV

### Regia
- Medea (1965) - film TV
- To theatro tis Tetartis (1984) - serie TV
- To theatro tis Defteras (1976-1988) - 3 episodi serie TV

## Doppiatori italiani
- Giorgio Capecchi in Notorious, l'amante perduta
- Nino Pavese in Bandiera gialla
- Bruno Persa ne La regina delle piramidi
- Renato Turi ne Il ragazzo sul delfino